# Балотешть (Бакеу)
Балотешть, Балотешті (рум. Balotești) — село у повіті Бакеу в Румунії. Входить до складу комуни Стенішешть.
Село розташоване на відстані 236 км на північний схід від Бухареста, 36 км на південний схід від Бакеу, 88 км на південь від Ясс, 120 км на північний захід від Галаца.

## Населення
За даними перепису населення 2002 року у селі проживали 296 осіб, усі — румуни. Усі жителі села рідною мовою назвали румунську.